# Јосип Филип Вукасовић
Јосип Филип Вукасовић (Свети Петар (Брувно), 1755 – Беч, 1809), српски ратник и градитељ који је познат као градитељ Лујзинског пута и познати војсковођа који је стекао у војсци Хабсбуршке Монархије чин подмаршала.

## Живот
Рођен је у Светом Петру код Брувна у Лици 1755. године. Као дио витешке и официрске породице завршава високу војну школу, па га цар Јозеф II поставља 1788. године за мајора и додјељује му том приликом Витешки Ред Марије Терезије и руске царице Ане. Добио је и насљедни баронат и грофовство због храбрости и држања у Аустријско-турском рату 1787-1791. у походу на Црну Гору гдје је предводио 200 Личана и 200 Оточана у борби против Турака. Од официра и млађих заповједника спомињу се неки по имену као Павелић, Вукасовић, Маројевић, Мартин Ковачевић. С њима је ишао и католички поп Јосип Крмпотић Личанин, који је спјевао пјесму о овом догађају у славу Ф. Вукасовића. У тој пјесми зове он своје војнике без разлике вјере Србима:
Пред њима је племић од старине,

Вукасовић од личке крајине...

Остали су рода витешкога

Прави Срби, право славе Бога.

...

Није л' Србљин Краљевићу Марко

Од кад србски знаде пјеват сватко?...

Дви хиљаде јур имаде љетах

Одкад Србљин славом пуни свиета.
Године 1799. постаје генерал-мајор и исте године награђен је Велередом св. Ане због доприноса против Наполеона у сјеверној Италији.
Његова је постројба била пуковнија, односно 48. пјешачка регимента. Претходно је судјеловао у Баварском насљедном рату 1778-1779. Од 1802. године у његовој постројби је службовао познати војни инжењер Јосип Кајетан Кнежић. За живота је био одликован Дипломом града Торина 6. јуна 1799. па му је цар Фрнц II додијелио посјед Рибник-Нетретић као даровницу.
Познат је и као градитељ Лујзинског пута, пута од Сења до Св. Јурја и од Сења до Новог Винодолског, а реализовао је и многе друге градитељске пројекте попут уређења градске луке у Сењу и регулације бујице - потока од Сења до Новог Винодолског.
Умро је од посљедица рањавања на бојном пољу против Француза 1809. у бици код Ваграма, а сахрањен је у Бечу. Смрћу његовог сина Филипа 1844. изумрла је по мушкој линији славна личко-сењска племићка и ускочка пороица Вукасовић.